# بیکمور (ویرجینیای غربی)
بیکمور (به انگلیسی: Bickmore) یک منطقهٔ مسکونی در ایالات متحده آمریکا است که در شهرستان کلی، ویرجینیای غربی واقع شده‌است. بیکمور ۲۸۸٫۹۵ متر بالاتر از سطح دریا واقع شده‌است.